# Ogni

Ogni (тур. Ogni) — первый лазский культурный журнал, издававшийся в Стамбуле в 1993–1994 годах. Журнал был двуязычным, выходил на лазском и турецком языках и имел девиз «Ogni, Sk’ani Nena!» («Слушай свой голос»). Его главной целью было сохранение и развитие лазского языка и культуры, а также укрепление национального самосознания лазов.

## История создания
Идея создания журнала возникла в начале 1990-х годов среди лазских активистов в Стамбуле. В конце 1992 года по инициативе адвоката Ахмета Хюлуси Крыма и группы единомышленников был основан «Инициативный комитет Лазского культурного фонда» (тур. Laz Kültür Vakfı Girişim Komitesi). Первый номер Ogni вышел осенью 1993 года.

## Язык и содержание
Ogni публиковал статьи по истории, культуре и языку лазов, а также переводы фольклорных текстов и материалы о народах Кавказа. Журнал ставил перед собой цель популяризации лазского языка и культуры, а также повышения осведомлённости лазов о своей идентичности. Всего вышло шесть номеров: первый — осенью 1993 года, последний — в конце 1994 года. Хотя издание планировалось как ежеквартальное, фактически оно выходило нерегулярно. После закрытия журнала в 1994 году его идеи продолжили другие проекты, такие как журналы Mjora и Skani Nena.

## Обвинения в сепаратизме
Ogni с момента выхода первого номера сталкивался с давлением со стороны властей. В ноябре 1993 года первый номер был конфискован по обвинению в «сепаратистской пропаганде». В феврале 1994 года главный редактор журнала Мехмедали Барыш Бешли предстал перед Государственным судом безопасности Стамбула по обвинению в разжигании лазского сепаратизма. По утверждению прокуратуры, некоторые материалы издания продвигали идею существования отдельной лазской нации, что, по мнению обвинителей, подрывало государственный суверенитет.
Редакция отрицала обвинения, подчёркивая, что журнал занимался сохранением лазского языка и культуры, не угрожая территориальной целостности страны. Вскоре судебное разбирательство завершилось оправданием, что стало важным прецедентом в защите культурных прав меньшинств в Турции.